# Alfred Giard
Alfred Mathieu Giard (Valenciennes, 8 augustus 1846 - Orsay, 8 augustus 1908) was een Franse zoöloog. 

## Biografie
In 1867 begon hij zijn studie natuurwetenschappen aan de École Normale Supérieure, gevolgd door zijn werk als préparateur de zoölogie in het laboratorium van Henri de Lacaze-Duthiers in Parijs. In 1872 verdedigde hij zijn proefschrift met een studie over samengestelde zakpijpen (Ascidiacea), getiteld "Recherches sur les ascidies composées ou synascidies". Van 1873 tot 1882 was hij professeur suppleant van de natuurlijke historie aan de faculteit wetenschappen in Lille, en in de tussentijd werd hij ook verbonden aan het Institut Industriel du Nord. In 1874 richtte hij een laboratorium voor maritieme zoölogie op in Wimereux om zijn studenten vertrouwd te maken met mariene en terrestrische organismen. Hij krijgt de eer voor het opzetten van een uitstekende school voor zoölogie in Lille. 
In 1887 werd hij docent aan de École Normale Supérieure, en van 1888 tot aan zijn dood was hij professor aan de faculteit wetenschappen in Parijs, waar hij de leerstoel "evolutie van levende organismen" bekleedde. Na zijn dood werd hij op het station van Wimereux opgevolgd door Maurice Caullery. Onder zijn talrijke studenten en assistenten bevond zich wetenschapsfilosoof Félix Le Dantec en carcinoloog Jules Bonnier. Giard werd beïnvloed door het werk van Ernst Haeckel en beschouwde het Lamarckisme en het Darwinisme als complementaire theorieën. Van 1904 tot 1908 was hij voorzitter van de Société de biologie. 
Hij stierf in Orsay op 8 augustus 1908, op zijn tweeënzestigste verjaardag. 

## Onderzoek

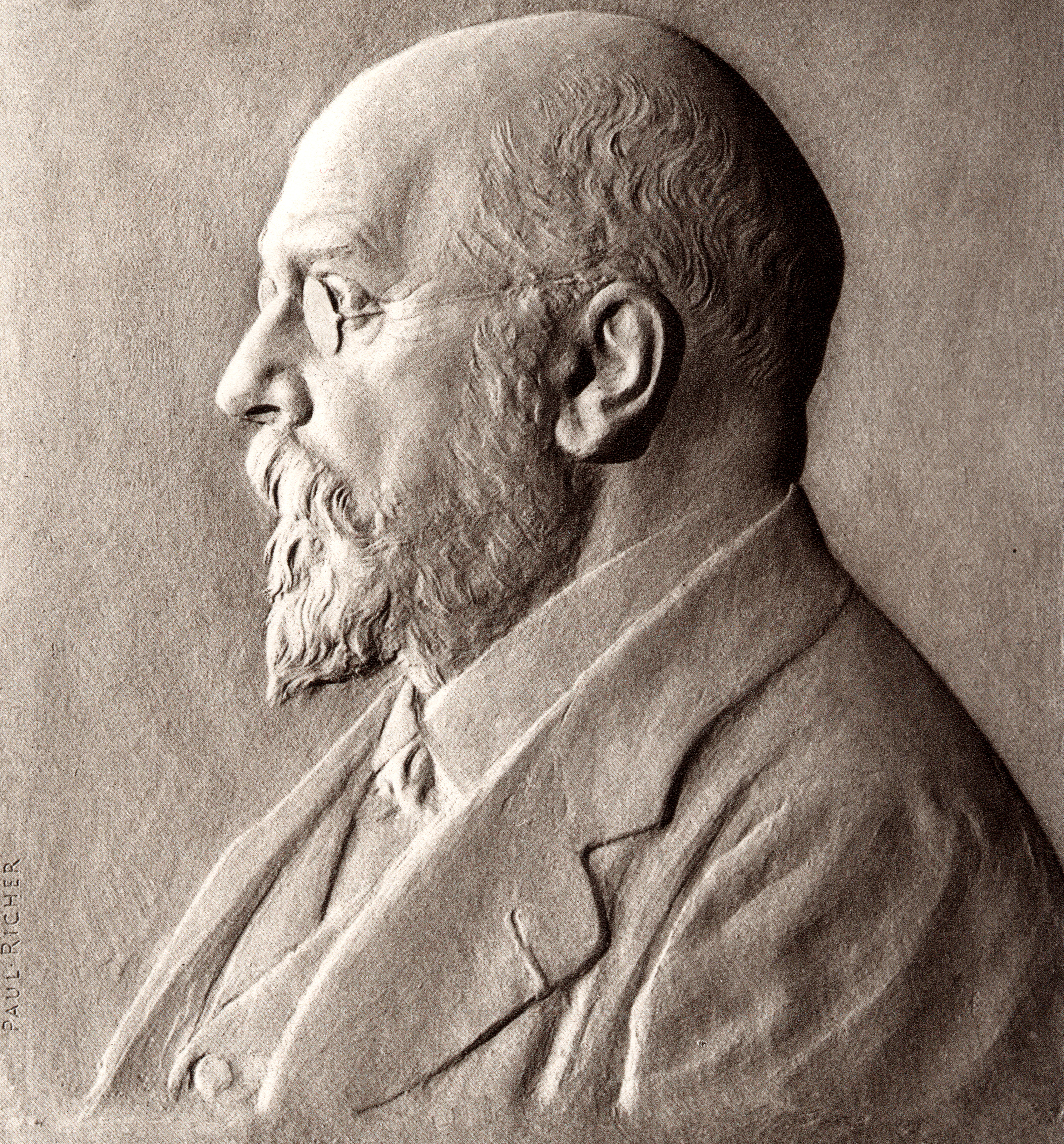
Alfred Mathieu Giard door Paul Richer.

Hij was vooral geïnteresseerd in de relatie tussen gastheer en parasiet in de natuur (zowel bij planten als dieren), en gebruikte de term 'parasitaire castratie' om seksueel karakteristieke veranderingen in de gastheer als gevolg van de parasiet te definiëren, zelfs als de geslachtsklieren van de gastheer niet direct zijn betrokken. Hij wordt gecrediteerd voor het verstrekken van een beschrijving van Giardia lamblia, een gastro-intestinale protozoaire parasiet die is vernoemd naar hemzelf en de Tsjechische arts Vilem Dusan Lambl. De ziekte die verband houdt met de parasiet wordt soms Giardiasis genoemd. In 1877 was hij de eerste wetenschapper die de phylum Orthonectida (parasieten van de orde Ophiurida) beschreef. 
In 1894 introduceerde hij de term "anhydrobiose", het vermogen van organismen om extreme uitdroging te overleven. In 1905 bedacht Giard het woord "poecilogonie" om een fenomeen te beschrijven waarbij soortgelijke volwassenen zich ontwikkelen uit opvallend verschillende larven bij ongewervelde zeedieren.
Hij wordt herinnerd voor zijn uitgebreide onderzoek naar schaaldieren, in het bijzonder Epicaridea (parasitaire pissebedden) en leden van de familie Bopyridae. Onder zijn zeer talrijke publicaties zijn er 300 gewijd aan entomologie. Hij was een belangrijke figuur in de toegepaste entomologie in Frankrijk en was lid van de Société entomologique de France. 
- Bibliothèque nationale de France: cb12292462s (data)
- Author citation (botany): Giard
- Stuttgart Database of Scientific Illustrators 1450–1950: 7112
- Gemeinsame Normdatei: 116616431
- International Standard Name Identifier: 0000 0000 6645 1323
- Library of Congress Control Number: no98108477
- Base Léonore: LH//1129/23
- Nationale Bibliotheek van Tsjechië: xx0190356
- Nationale Bibliotheek van Polen: a0000001240906
- Nederlandse Thesaurus van Auteursnamen: 244225478
- SNAC: w6kd34x4
- Système universitaire de documentation: 031771327
- Virtual International Authority File: 44362329
- WorldCat: E39PBJd3P6TbCc6MPYxjD3W7HC